# Tân Kim
Tân Kim là một xã thuộc huyện Phú Bình, tỉnh Thái Nguyên, Việt Nam.

## Địa lý
Xã Tân Kim nằm ở phía đông bắc huyện Phú Bình, có vị trí địa lý:
- Phía đông giáp xã Tân Thành
- Phía tây giáp xã Bảo Lý và xã Tân Khánh
- Phía nam giáp thị trấn Hương Sơn và các xã Tân Hòa, Xuân Phương.

Xã Tân Kim có diện tích 21,65 km², dân số năm 1999 là 6.743 người, mật độ dân số đạt 311 người/km².
Tân Kim có khá nhiều hồ nước và ngòi (sông nhỏ), phân bố ở các xóm Kim Đĩnh, Châu, Bạch Thạch, Trại. Hồ lớn nhất nằm ở làng Kim Đĩnh với diện tích mặt hồ 40ha, có nhiều tiềm năng về khai thác thủy sản và nông nghiệp, cung cấp nước tưới tiêu cho một diện tích lớn đất nông nghiệp.

## Hành chính
Xã Tân Kim được chia thành 17 xóm: Xuân Lai, Mỏn Thượng, Mỏn Hạ, Trạng Đài, Đồng Chúc, Tân Thái, Núi Chùa, Thòng Bong, Bạch Thạch, La Đuốc, Làng Trại, Làng Châu, Hải Minh, La Đao, Đèo Khê, Bờ La, Quyết Tiến.